# 노무현입니다
《노무현입니다》(영어: OUR PRESIDENT)는 대한민국의 다큐멘터리 영화이다. 노무현 전 대통령의 일대기를 다룬 영화로서, 2002년 대선 당시 새천년민주당 경선 과정과 대통령과 함께했던 사람들의 인터뷰를 중심으로 그려내고 있다.

## 내용

### 초반
주된 이야기는 노무현 후보가 2002년 대한민국 제16대 대통령 선거 당시 새천년민주당 대선후보 경선에 나서면서 겪는 과정을 그리고 있으나, 노무현과 인연이 있는 사람들의 인터뷰를 통해 70년대 사법고시 합격 후 변호사 시절부터 2009년 투신 서거에 이르기까지 그의 인생 전반을 네 파트로 나눠 다루고 있다.
영화는 1988년 노무현 변호사가 그해 제13대 총선에서 당선되어 국회에 입문했던 모습부터 시작된다. 이후로는 노래를 찾는 사람들의 《사계》가 흐르는 가운데, 타임라인이 빨라지면서 노무현의 정치경력을 훑고 지나간다. 노무현 의원은 1990년 3당 합당을 겪고 다음 총선인 1992년 제14대 총선에서 낙선한다. 이후 1995년 제1회 지방선거에서 부산 시장 선거에 나서나 이 역시 낙선하고 이듬해 1996년 제15대 총선에서 종로구에 출마하나 낙선한다. 그러나 1998년 재보궐 선거에서 종로구 선거에 다시 출마하여 당선되고, "다시 일하게 될 수 있어 기쁘다"는 그의 당선소감과 함께 타임라인이 멈추며 영화 제목이 스크린에 떠오른다.
노무현 의원은 주변의 만류에도 불구하고 지역주의를 타파하겠다는 메시지를 앞세워 2000년 제16대 총선에서 지역구인 종로구를 버리고 부산 북구·강서구 을에 출마한다. 그러나 선거유세장에서 상대 후보의 지역감정 조장에 부닥치고, 결국 낙선하면서 지역주의의 높은 벽을 넘지 못한다. 노무현 후보의 "살면서 이보다 더 참담한 일을 많이 겪는다"는 위로와 함께 선거캠프는 폐쇄된다. 그리고 인터넷상에서는 그런 그에게 '떨어질 거 알면서 왜 갔냐'는 이유로 '바보 노무현'이라는 별명을 붙여주게 된다.

### 경선 과정
2001년 이듬해 대선을 앞두고 새천년민주당은 사상 최초로 대국민경선제를 도입하고, 노무현은 대통령 후보로 나선다. 그러나 당의 비주류였던 그에게 여당의 대세였던 이인제 후보를 이기리란 쉽지 않다는 시각이 팽배했고, 그를 경쟁 세력으로 보는 시각도 없다시피 한 상태였다.
2002년 3월, 제주에서 새천년민주당 대선후보 첫 경선이 개최된다. 당시 후보로는 50%대의 지지율을 자랑하던 이인제 외에도 김근태, 한화갑, 김중권 등 쟁쟁한 후보들이 출마한 상태였던 것에 반해, 노무현 후보는 '군소 중에서도 군소'라고 말할 수준이었다. 노무현 후보는 "이인제 후보로 승리가 가능하겠느냐"는 의문을 던지는 연설을 한 뒤 3위의 성적을 받고 제주 경선을 마친다. 다음 경선인 울산 경선에서는 "영남 후보로서 영남에서 이기고 오면 그것으로 광주 사람들을 설득하겠다", "반드시 동서화합을 이뤄내겠다"는 연설을 하며 이인제 후보를 누르고 1위로 올라선다. 이어 광주 경선에서는 노사모의 대단한 활약과 함께 예상을 뛰어넘는 득표로 전체 득표수 1위를 지킨다.
그러나 대전 경선부터는 이인제 후보의 초강세에 밀리게 된다. 충남 경선에서 이인제 후보는 "광기의 돌풍이 일어나고 있다"며 노무현 후보의 초반 강세를 차단하고, 이인제 후보가 노무현 후보의 두 배 이상을 득표하는 몰표와 맞물려, 노무현 후보는 이인제 후보를 넘어서지 못한다는 위기에 봉착한다. 그 뒤를 이은 곳은 강원 경선, 노무현 후보는 이인제 후보를 7표차로 근소하게 제쳤으나 종합순위로는 2위에 머무른다.
그런데 한화갑 후보와 김중권 후보가 충청 몰표를 이유로 후보직에서 사퇴하면서 상황은 이인제 캠프에게 불리하게 돌아간다. 음모론과 후보사퇴설로 이인제 캠프가 흉흉한 가운데 노 후보로서는 반드시 이겨야 할 인천 경선이 열린다. 이인제 후보는 경선에서 급진좌파의 위험성을 강조하며 이회창 대선후보와 함께 노무현 후보 공격에 나서고, 언론 국유화 및 폐간 의혹, 심지어 권양숙 여사 친부의 남로당 활동경력까지 제기한다. 이에 노무현 후보는 "음모론, 색깔론, 근거없는 모략은 중단해 달라"고 발언하고, 아내에 대해서는 "(사랑하는) 아내를 제가 버려야겠느냐", 언론 국유화 시도 역시 부정하되 언론의 장악에는 맞서 싸우겠다며 "동아일보와 조선일보는 민주당 경선에서 손을 떼라"는 연설로 호평을 사고, 다시 1위로 올라선다.
뒤이어 치러진 전남, 서울 등의 경선에서도 1위의 자리를 지키며 민주당 대선후보로 최종 결정된다. 최종 경선장의 환호는 광화문 네거리의 대통령 출구조사 발표, 대통령 당선을 알리는 신문, 그리고 2003년 국회에서의 취임식으로 이어진다. 시민들의 환호 속에 대통령 리무진에 타서 손을 흔드는 그의 풍경은 시민들의 애도 속에 그를 실은 장의차의 풍경으로 오버레이되며 끝을 맺는다.

## 출연진
| - 노무현 - 변호사, 전 국회의원, 대선 후보, 전 대통령 - 권양숙 - 전 영부인 - 이인제 - 전 국회의원, 경선 후보 - 한화갑 - 전 국회의원, 경선 후보 - 김중권 - 전 비서실장, 경선 후보 - 정동영 - 전 국회의원, 경선 후보 - 이회창 - 총재, 대선 후보 - 허태열 - 국회의원 | \| - 문재인 - 안희정 - 유시민 - 이광재 - 서갑원 - 강원국 - 조기숙 \| - 고호석 - 노수현 - 이화춘 - 김수경 - 신현묵 - 송병곤 \| |
| - 문재인 - 안희정 - 유시민 - 이광재 - 서갑원 - 강원국 - 조기숙 | - 고호석 - 노수현 - 이화춘 - 김수경 - 신현묵 - 송병곤                                                                         |

## 같이 보기
- 노무현
- 변호인 (영화)